# Liceo Óscar Castro Zúñiga
El Liceo Óscar Castro Zúñiga (abreviado L.O.C.Z.) es una de las principales instituciones educativas secundarias de la ciudad de Rancagua, en Chile. Su nombre se debe al poeta chileno, nacido en Rancagua, quien se desempeñó como bibliotecario y docente en esta institución.

## Historia
El liceo fue fundado el 29 de julio de 1846 como Liceo de Hombres de Rancagua, luego de un decreto que fuera firmado por el entonces presidente de Chile, Manuel Bulnes y su ministro de Justicia, Culto e Instrucción Pública Antonio Varas, basados en los argumentos del gobernador de Rancagua Pedro Melo, y con la presión de la clase terrateniente de la ciudad por contar con una institución de educación secundaria en la región.

Con lo espuesto por el Gobernador de Rancagua, en la nota que precede, transcrita a este Ministerio por el Intendente de Santiago; i estando dispuestos los vecinos de aquella ciudad a favorecer el establecimiento de un colejio en el que se dé una instruccion mas extensa que la que se recibe en las escuelas primarias, he acordado i decreto:

1º Se establecerá en la ciudad de Rancagua un colejio en el que se enseñarán todos los ramos comprendidos en las cuatro primeras clases del curso de Humanidades fijado para los Liceos provinciales.
2º Formará los fondos de este establecimiento, seiscientos cuarenta pesos que suministran anualmente los vecinos de aquella ciudad, trescientos pesos anuales que da la Municipalidad i las sumas que el Gobierno decretare en cada año para su sosten.
3º La administracion de estos fondos estará a cargo del Tesorero de la Municipalidad a quien entregará cada trimestre el Teniente de Ministros de Rancagua, la cantidad que el Gobierno asignare.
4º Nómbrase Director del citado Colejio, con la obligacion de enseñar los ramos comprendidos en la clase del curso de humanidades, que desde luego, se pone en ejercicio, a D. José Dolores Sanfurgo, a quien se asignade los fondos del Colejio la renta de seiscientos pesos anuales.
5º Cuando en virtud de los adelantos de los alumnos hubiere necesidad de plantear la segunda clase del expresado  curso de humanidades, el Gobernador de Rancagua lo hará presente al Gobierno por el conducto respectivo para dictar las providencias necesarias.

Tómese razón i comuníquese. Búlnes.
Antonio Varas, 29 de julio de 1846.

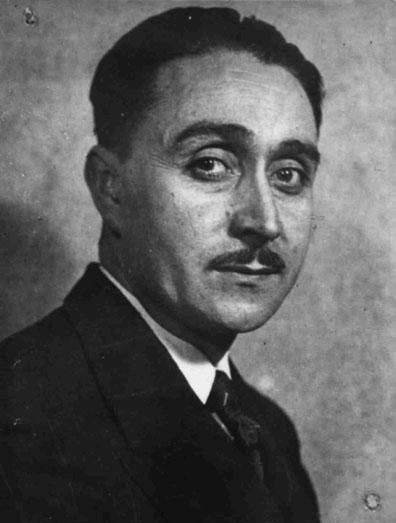
Óscar Castro.

Anteriormente, se intentó un establecimiento de educación secundaria, pagado, conocido como "Liceo Sotomayor" y fundado en 1843. Estaba "dirigido a los sectores acomodados de la ciudad y la región". Sin embargo fue de corta duración, cerrándose en 1844. 
En el siglo XIX se hizo necesaria la construcción de un internado para los alumnos del liceo que vivían fuera de Rancagua; tras un fallido intento por construir uno en 1869, en 1934 se abrió un internado particular frente al liceo. Hacia 1972 la matrícula era de 65 alumnos internos y 20 medio-pupilos. El 28 de noviembre de 1946 (por decreto 11.802) se declaró que el Internado era de carácter fiscal. En 1961 el internado se trasladó al sector antiguo del liceo.
En el año 1941, y por decreto nº180 del Ministerio de Educación de Chile, el famoso poeta chileno Óscar Castro Zúñiga fue nombrado escribiente bibliotecario del Liceo de Hombres de Rancagua. Posteriormente, a Castro se le asignarían clases de preparatoria y de humanidades en la asignatura de Castellano. Junto a otros profesores, Castro creó también en 1941 el Liceo Nocturno de Rancagua. A través de las gestiones de estudiantes, del grupo "Los Inútiles" y del diputado por O'Higgins Ricardo Tudela, Castro (fallecido en 1947) fue homenajeado el 26 de julio de 1971 con el renombre del Liceo de Hombres de Rancagua, por el actual, Liceo Óscar Castro Zúñiga, lo cual fue otorgado por ley N.º 17460 durante el gobierno del presidente Salvador Allende.
En 1980 el colegio se transformó en mixto. Desde el año 2003, el liceo exigió para el ingreso de alumnos la rendición de una prueba de lenguaje y matemáticas. En el año 2007 se inició la ampliación del liceo para acogerse a la Jornada Escolar Completa (JEC), que se finalizó en marzo de 2009; sin embargo, el terremoto del 27 de febrero de 2010 causaría graves daños al nuevo edificio, trasladándose el Liceo temporalmente a dependencias de una escuela municipal. El liceo fue remodelado e reinaugurado por el presidente Sebastián Piñera el 6 de marzo de 2014.

## Escudo del Liceo

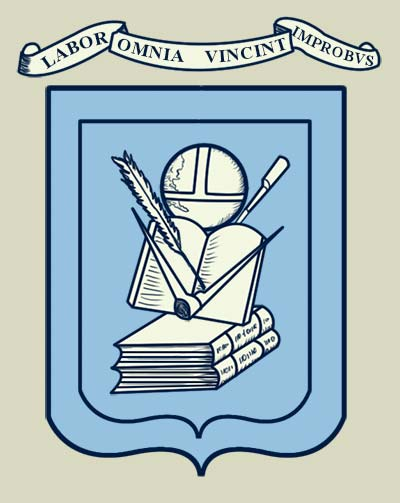
Escudo del Liceo de Rancagua. Hecho entre 1861–1877.

El origen del escudo del Liceo Óscar Castro Zúñiga se remonta a los ideales humanistas que guiaban al entonces Liceo de Rancagua. Consistía en un globo terráqueo, un compás, un telescopio, tres libros y una pluma. El lema de ese símbolo, Labor omnia vincit improbus, fue adoptado por el rector Valenzuela García (rector entre los años 1861-1877).

## Estamentos

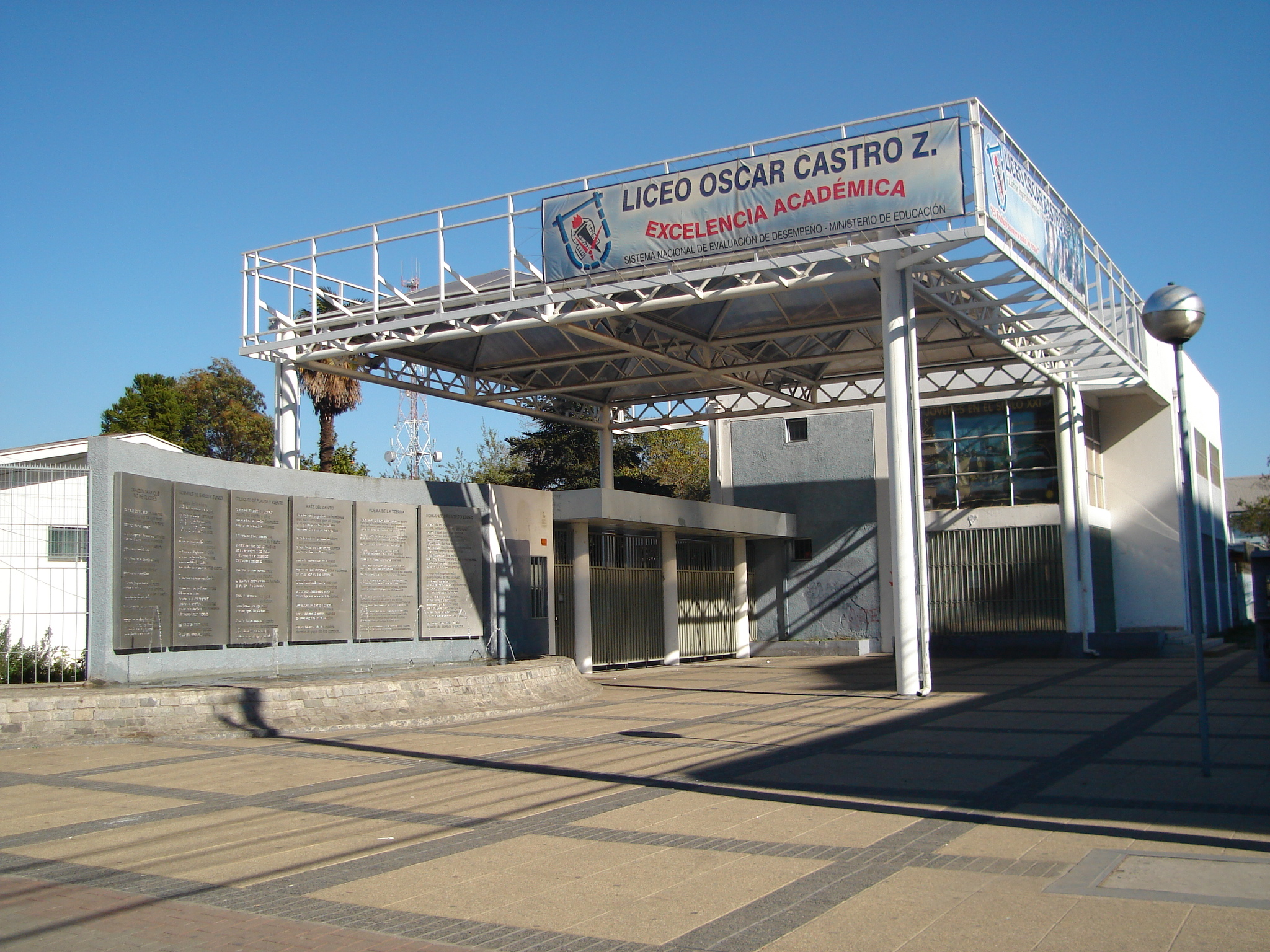
Liceo Óscar Castro en 2007, antes de su remodelación.

### Centro de Estudiantes
El Liceo Óscar Castro Zúñiga cuenta con una instancia de representación de los estudiantes denominada Centro de Estudiantes, cuya finalidad, entre otras, es ser el canal representativo de éstos ante la comunidad liceana y social, además de preparar a los estudiantes para la vida democrática. El CEE suele organizar variadas actividades extraprogramáticas en donde los alumnos pueden participar.

### ACLE
En el colegio hay una serie de ACLEs (Actividades Curriculares de Libre Elección). Entre la variada gama de ACLEs, los alumnos del liceo pueden optar por: 

### Acles actuales
- - Ajedrez
  - Artes circenses
  - Atletismo
  - Balonmano
  - Básquetbol
  - Ballet Folclórico BAFOLOCZ
  - Danza árabe
  - Danza urbana
  - Judo
  - Baile
  - Fútbol
  - Futsal
  - Teatro
  - Tenis de mesa
  - Voleibol

### Acles antiguos
- Artesanía
  - Banda Instrumental
  - Big - Band
  - Cine
  - Club Científico
  - Comunión y Confirmación
  - Conexiones
  - Conexiones Team Dance
  - Cuerpos en Movimiento
  - Diseño
  - Diseño Escenográfico
  - Excursionismo
  - Grupo Instrumental
  - Orientación Cristiana
  - Shotokan

### Talleres
- - Radio LOCZ
- Astronomía
  - Arte
  - Banda de rock
  - Taller de ciencias
  - Circo
  - Jazz
  - CMAT
  - Taller de historia

### Reforzamientos
- Matemáticas
  - Lenguaje
  - Historia
  - Ciencias

### Electivos
En el liceo existen los planes electivos, que consiste en la elección de especialidad en 2.º medio para 3.º y 4.º medio, en el liceo existen los siguientes planes:
- Humanista Psicólogo
- Humanista Filosófico
- Humanista Político
- Biólogo Deportivo
- Biólogo Matemático
- Matemático
- Artístico

### Preuniversitarios
El liceo Oscar Castro tiene su propio preuniversitario el cual cuenta con las siguientes materias:
- Comprensión lectora
- Matemáticas 1 y 2
- Ciencias
- Historia

## Centro de exalumnos

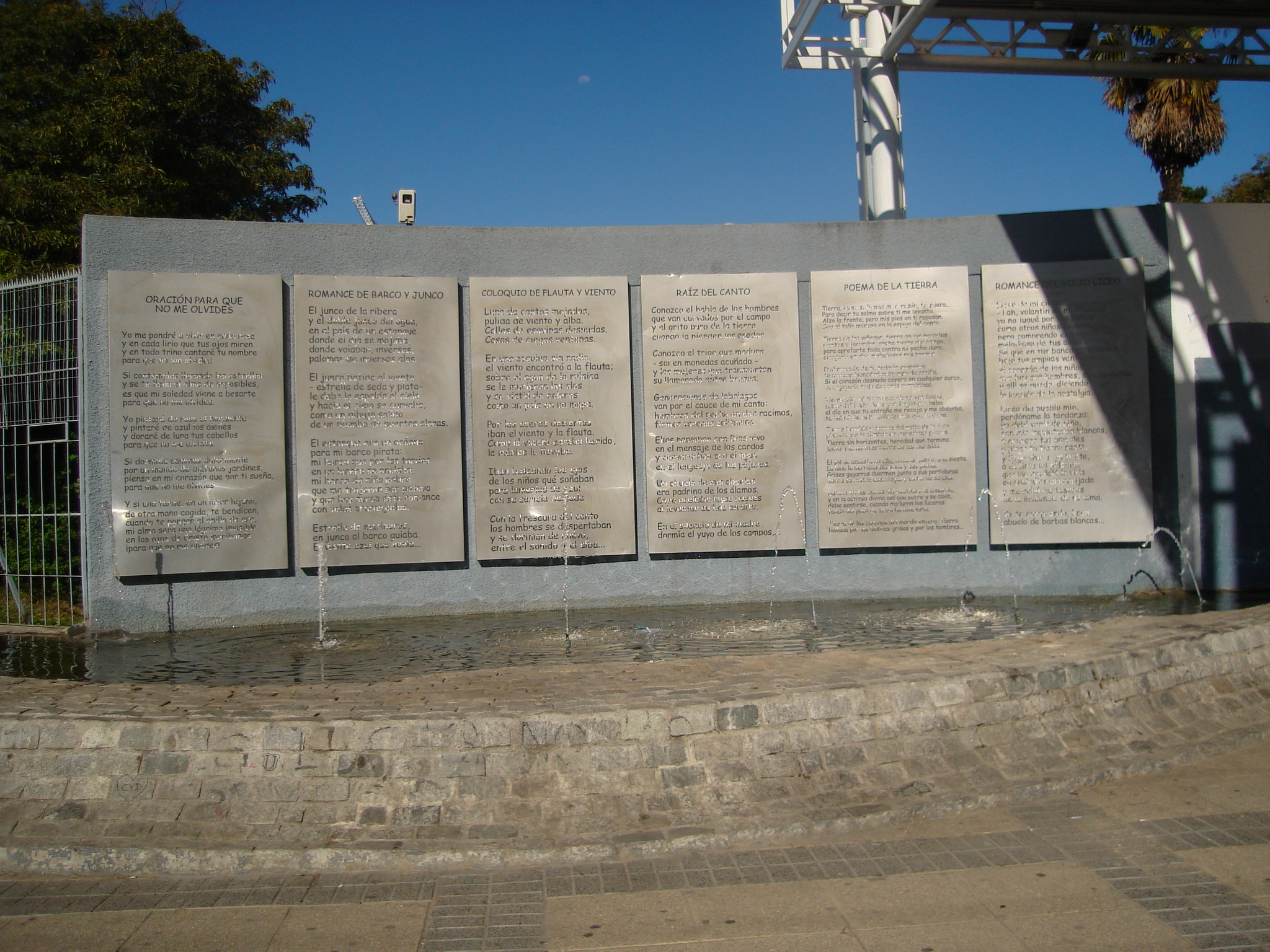
Poemas de Óscar Castro en la entrada del Liceo.

En 1946, cumpliendo el Liceo 100 años de existencia y obedeciendo a un sentimiento muy sincero arraigado en el corazón de quienes habían sido sus alumnos: la Gratitud, nace el deseo de organizarse y mantener un vínculo permanente entre exalumnos, es así como se funda el Centro de Exalumnos.
Durante casi una década el Centro de Exalumnos del Liceo de Rancagua paso por diversos períodos de organización, muchos de éstos terminaron en la frustración y la entidad conoció largos períodos de receso.
En la década del 50, el destacado odontólogo de la ciudad, Don Ignacio Jiménez, comenzó la tarea de reorganizar el Centro, junto a varios exalumnos y profesores, dotándolo de mística y dinamismo. Con el fin de mantener y fomentar una constante amistad entre ellos y de contribuir a la preponderancia espiritual y material de dicho plantel en la república, acuerdan fundar una corporación que se regirá por estatutos.

Fue así como el 22 de agosto de 1954, con la presencia de 147 socios, se establece el acta que elige la directiva presidida por Don Ignacio Jiménez Orrego, y teniendo como directores a los señores Don Sergio Charpentier Livesey, Don Viterbo Vilches Figueroa, Don Víctor Zúñiga Ávalos, Don Eric Cáceres Gordon, Don Antonio Núñez Urbina, Don Ramón Cádiz Osorio y Don Manuel Antoni Gálvez Madrid.

Solicitando en aquel entonces, al Presidente de la República, el otorgamiento de la Personalidad Jurídica, la cual fue otorgada por el presidente Carlos Ibáñez del Campo, en el año 1955.

Don Ignacio Jiménez fue su presidente hasta el año 1976.

Las directivas siguientes han mantenido la continuidad ininterrumpida del centro de exalumnos, cuidando su función de apoyo permanente al liceo, entregando estímulos a alumnos, exalumnos y profesores destacados, realizando donaciones materiales en la medida de los medios disponibles, y manteniendo una activa participación en las diversas instancias de quehacer liceano. Pero por sobre todo procurando mantener el gran objetivo de sus antecesores: Unir a sus socios en constante amistad y prestar apoyo a todas aquellas personas que tiendan al engrandecimiento espiritual y material del liceo.

La última actividad realizada el domingo 26/7/2020, correspondió a un encuentro masivo utilizando la plataforma de comunicación Zoom, debido a la pandemia que afecta al mundo, la cual fue organizada en 3 grupos según sus años de egreso, registrando la participación de exalumnos desde distintos y lejanos lugares del mundo.
Directiva Actual ( 2020 ) Archivado el 9 de junio de 2020 en Wayback Machine.
Gustavo Díaz (1961)
Luis Liberona (1983)
Juan Zelada ( Profesor de larga trayectoria en el LOCZ)
Hugo Guzmán Millan (1993), actual Director del Centro de Exalumnos.
Antonia Jorquera (1994)
Rosario Arjona Olea (1984), quien fuera directora del centro de exalumnos.
Marlene Faundez (1980)
Miguel Allende (1968)
Gustavo Bahamondez (1961)
Antonio Núñez Tapia(1977) Hijo de Antonio Nuñez Urbina ( info-2012), quien fuera profesor, inspector, subdirector y director del Liceo Oscar Castro ( durante 38 años) y miembro del Centro de Exalumnos en 1954.
Francisco Salinas (1974)
Hernán Silva (1963)
Activa participación mantiene también la denominada "Filial Santiago", donde participan los exalumnos que radican en esta ciudad, su actual presidente es Víctor Droguett (El Negro), realizando anualmente una cena de camaradería en el mes de noviembre, la Filial Santiago cumple 41 años de actividad el año 2020.
El Liceo Óscar Castro ha formado a una serie de personalidades relevantes a nivel nacional, siendo algunos de estos exalumnos, los siguientes:
- Buddy Richard, cantante.
- Arturo Gática,  Cantante, hermano mayor de Lucho Gática.
- Alberto Cienfuegos, exgeneral Director de Carabineros de Chile.
- César Valdés, Arquitecto
- Mario Fernández Baeza, abogado, ministro del Interior y Seguridad Pública de Chile de Michelle Bachelet (2016-2018) y Ministro de Defensa de Ricardo Lagos (2000-2002).
- Iván Arenas, diseñador industrial, actor y presentador de televisión, conocido por su personaje "Profesor Rossa".
- Óscar Hahn, poeta y ensayista chileno.
- César Castillo Bozo, folclorista y payador.
- Enrique Matta Vial, historiador.[2]
- Luis Torterolo, pintor.[2]
- Héctor González Valenzuela, director del periódico El Rancagüino entre 1955 y 2005.
- Patricia Cifuentes, Cantante Lírica, egresada generación 1992, curso 4.º A.